# Cratere Rutherford (Marte)
Rutherford è un cratere sulla superficie di Marte.
Il cratere è dedicato al fisico neozelandese Ernest Rutherford.